# Greenfields (Pennsylvania)
Greenfields è un census-designated place (CDP) degli Stati Uniti d'America, situato nello stato della Pennsylvania, nella contea di Berks.